# هرمان کوهن
هرمان کوهن (آلمانی: Hermann Cohen; ۴ ژوئیهٔ ۱۸۴۲ – ۴ آوریل ۱۹۱۸) یک فیلسوف یهودی اهل آلمان و یکی از بنیانگذاران مکتب نئوکانتیانیسم ماربورگ بود، و اغلب او را «احتمالاً مهم‌ترین فیلسوف یهودی قرن نوزدهم» می‌دانند.

## زندگی‌نامه
کوهن در کاسویگ، آنهالت به دنیا آمد. او در اوایل شروع به مطالعه فلسفه کرد و خیلی زود به عنوان یک پژوهشگر عمیق کانت شناخته شد. او در دبیرستانِ دسائو، مدرسه الهیات یهودی در برسلاو، و در دانشگاه‌های برسلاو، برلین و هاله تحصیل کرد. در سال ۱۸۷۳، او در دانشکده فلسفی دانشگاه ماربورگ، استاد خصوصی شد، پایان‌نامه‌ای که با آن اجازهی تدریس را دریافت کرد، مفاهیم نظام مند در نوشته‌های پیشاانتقادی کانت با توجه به رابطه آنها با ایده آلیسم انتقادی بود. کوهن در سال ۱۸۷۵ به عنوان پروفسور فوق‌العاده در ماربورگ و در سال بعد به عنوان پروفسور معمولی انتخاب شد (به «رتبه‌های آکادمیک در آلمان» مراجعه کنید).
او یکی از بنیانگذاران «انجمن پیشرفت علم یهودیت» بود که اولین نشست خود را در نوامبر ۱۹۰۲ در برلین برگزار کرد.
کوهن آخرین اثر فلسفی فریدریش آلبرت لانگه، مطالعات منطقی (لایپزیگ، ۱۸۷۷) و چندین نسخه از مقدمه طولانی و مکمل انتقادی تاریخ ماتریالیسم لانگ را ویرایش و منتشر کرد.
او سه جلد اولیه را به تفسیر کانت اختصاص داد (نظریه تجربه کانت، مبانی اخلاق کانت، و مبانی زیبایی‌شناسی کانت). در سال ۱۹۰۲ او شروع به انتشار سه جلد از فلسفه سیستماتیک خود کرد: منطق دانش ناب (۱۹۰۲)، اخلاق اراده ناب (۱۹۰۴) و زیبایی‌شناسی احساس ناب (۱۹۱۲). جلد چهارم برنامه‌ریزی شده برای روان‌شناسی هرگز نوشته نشد.
نوشته‌های کوهن که بیشتر به یهودیت مربوط می‌شود شامل چندین جزوه است، از جمله «اهمیت فرهنگی-تاریخی روز سبت» (۱۸۸۱) و «اعترافی در مسئله یهود» (۱۸۸۰). و همچنین مقالات زیر: «مشکل اخلاق یهود» در «ماهنامه» (۱۸۹۹); «عشق و عدالت در مفاهیم خدا و انسان» در «سالنامه تاریخ و ادبیات یهود»(۱۹۰۰); و «استقلال و آزادی» در کتاب یادبود دیوید کافمن (۱۹۰۰).
مشهورترین آثار یهودی کوهن عبارتند از: دینِ عقل برون از منابع یهودیت (۱۹۱۹)، آلمانیسم و یهودیت، عشق به همسایگان در تلمود، و اخلاق ابن میمون. مقاله او «خیریه در تلمود» به درخواست دادگاه منطقه سلطنتی ماربورگ نوشته شد (ویرایش سوم، ماربورگ، ۱۸۸۸). نوشته‌های یهودی کوهن در Jüdischeschriften (جلد ۳ ویرایش برونو اشتراوس، برلین ۱۹۲۴) گردآوری شده‌است. یک نسخه آکادمیک جدید از آثار کوهن در حال گردآوری است که توسط هلموت هولزهی، هارتویگ ویدباخ و دیگران ویرایش شده‌است (Olms, Hildesheim ۱۹۷۷). ترجمه انگلیسی برخی از نوشته‌های یهودی او در کتاب دلیل و امید: گزیده‌هایی از نوشته‌های یهودی هرمان کوهن ترجمه ایوا جوسپه (۱۹۷۱) موجود است.
کوهن از منتقدان صریح صهیونیسم بود، زیرا او استدلال می‌کرد که آرزوی ایجاد یک کشور یهودی منجر به «بازگرداندن یهودیان به تاریخ» می‌شود. به نظر او، یهودیت ذاتاً تاریخی بود، با مأموریت معنوی و اخلاقی بسیار فراتر از اهداف ملی صهیونیسم. تل آویو علیرغم نگرش او، خیابانی به نام هرمان کوهن دارد.
کوهن در گورستان Weißensee در برلین به خاک سپرده شده‌است.

## آثار
- نظریه ایده‌آل افلاطونی از نظر روان‌شناختی توسعه یافته، ۱۸۶۶.
- مفاهیم اساطیری خدا و روح، ۱۸۶۹.
- فانتزی شاعرانه و مکانیسم‌های آگاهی، ۱۸۶۹.
- نوشته‌های یهودی مقدمه فرانتس روزنزوایگ با ویرایش برونو اشتراوس. برلین، ۱۹۲۴.
- گزیده‌هایی به ترجمه انگلیسی منتشر شده‌است: عقل و امید: انتخاب‌هایی از نوشته‌های یهودی هرمان کوهن. ترجمه ایوا جوسپه. سینسیناتی: انتشارات کالج اتحادیه عبری، ۱۹۹۳. (نسخه اصلی نیویورک: نورتون، ۱۹۷۱، در سری: B'nai B'rith یهودیان میراث کلاسیک، با مطالب اضافی).
- ترجمه‌های منتخبی از نوشته‌های یهودی در بخش دوم کتاب هرمان کوهن: نوشته‌هایی دربارهٔ نئوکانتیانیسم و فلسفه یهودی (ویرایش ساموئل موین و رابرت اس. شاین. کتابخانه براندیس اندیشه مدرن یهودی. والتهام، کارشناسی ارشد: انتشارات دانشگاه براندیس، ۲۰۲۱). بخش اول فصل‌هایی از Ethik des reinen Willens و بخش سوم مقاله‌هایی دربارهٔ تفسیر کوهن توسط ارنست کاسیرر، فرانتس روزنزوایگ و الکساندر آلتمان ارائه می‌کند.
- در مورد مناقشه ترندلنبورگ و کونو فیشر، ۱۸۷۱.
- نظریه تجربه کانت ۱۸۷۱; ویرایش دوم، ۱۸۸۵.
- مبانی اخلاق کانت، ۱۸۷۷.
- ریاضیات و نظریه آرمان‌های افلاطونی، ماربورگ ۱۸۷۸.
- اصل روش بی‌نهایت و تاریخچه آن: فصلی مرتبط به درک انتقادی، ۱۸۸۳.
- دین عقل خارج از منابع یهودیت. ترجمه، با مقدمه، سیمون کاپلان. مقاله مقدماتی از لئو اشتراوس. نیویورک: اف. اونگار، ۱۹۷۲.
- اسپینوزا دربارهٔ دولت و دین، یهودیت و مسیحیت. ترجمه و با مقدمه رابرت اس شین. اورشلیم: شالم چاپ، ۱۹۱۹.
- در مورد تأثیر کانت بر فرهنگ آلمان، ۱۸۸۳.
- مبانی زیبایی‌شناسی کانت، ۱۸۸۹.
- جهت‌گیری به صفحات سست از املاک ادبی کانت، ۱۸۹۰.
- «لئوپولد اشمیت» در «کتاب‌های سال جدید برای فلسفه و آموزش»، ۱۸۹۶.